# ماري أنطوانيت مورات
ماري أنطوانيت مورات (بالفرنسية: Marie Antoinette Murat)‏ هي أرستقراطية فرنسية، ولدت في 3 يناير 1792 في Labastide-Murat ‏ في فرنسا، وتوفيت في 19 يناير 1847 في زيغمارينغن في ألمانيا، هي زوجة كارل أمير هوهنتسولرن-زيغمارينغن، ومن المعروف عنها أنها ابن شقيقة يواكيم مورات ملك الصقليتين وصهر نابليون بونابرت.